# 回転寿司かいおう
回転寿司かいおう（かいてんずしかいおう）は、株式会社ガーデンが運営する回転寿司チェーン店である。現在は、北陸富山回転寿司 PREMIUM海王（ほくりくとやまかいてんずし プレミアムかいおう）の屋号で営業している。2016年に破産した株式会社海王コーポレーション（かいおうコーポレーション）から事業を譲受したものである。

## 株式会社海王コーポレーション
回転寿司かいおうをかつて運営していた株式会社海王コーポレーションは、2007年に富山県で会社設立、のち東京都中央区に本社を置き、回転寿司店舗の運営業務、回転寿司店舗のパッケージ事業展開業務、魚介類・寿司ネタ等の食材及び備品の販売業務、飲食事業のコンサルティング及び人材派遣業を行う企業であった。デフレを追い風に急拡大を図った企業の一例である。
2012年以降、材料費と人件費の比率が70%台という、一般に合わせて60%までという適性値を上回る低い利益率から、2012年以降急激に進んだ円安の影響で、売上を出しても利益が出なくなった。海外出店などの積極的な事業拡大が裏目となったほか、競争激化も重なり債務超過に陥るなど資金繰りが悪化、特に経営破綻直前の2016年1月期は過去最高の20億円の売上高にもかかわらず、1億円を超える営業赤字であった。一部からは「役員が過大な報酬を受けていた」という指摘もあったが、外部環境の影響だけならば、他の中小の回転寿司店もそれほど変わらなかったと見る向きもある。
2016年8月26日付で東京地方裁判所より破産手続開始決定を受けた。翌2017年12月22日付で清算結了し法人格が消滅した。
なお、フランチャイズ店の運営会社にも後に経営破綻した企業があり、三重県鈴鹿市でFC店「かいおう三重鈴鹿店」を運営していた株式会社仁々は、回転寿司かいおうの経営破綻後に店名を「回転寿司みえ丸」へ変更し、継続して営業していたが経営が悪化。2018年6月27日をもって「回転寿司みえ丸」を閉店し、株式会社仁々は同年7月4日に津地方裁判所から破産手続開始決定を受け、翌2019年2月19日付で清算結了し法人格が消滅した。

## 沿革
- 2007年（平成19年）2月 - 株式会社海王コーポレーションを設立[3]。寿司ネタの物流販売事業を開始[3]。
- 2008年（平成20年）2月 - 回転寿司かいおうの直営1号店[要出典]・魚津店開店[3]。同時に回転寿司のライセンス事業を開始[3]。
- 2008年4月 - 回転寿司かいおうのフランチャイズ店として[要出典]、津幡店開店[3]。
- 2011年（平成23年）2月 - 回転寿司かいおうの首都圏初出店として、直営店の[要出典]保木間店開店[3]。
- 2011年（平成23年）9月 - 東京オフィスを開設[3]。
- 2015年（平成27年）12月 - 当社全株式を静岡県内でFC展開している日映株式会社へ譲渡[7]。
- 2016年（平成28年）6月 - 本社所在地を富山県高岡市から東京都中央区へ移転[7][8]。
- 2016年（平成28年）8月26日 - 東京地方裁判所より破産開始決定を受ける[7][8]。店舗は直営店8店および一部のフランチャイズ店を除き営業を続行[9]。
- 2016年（平成28年）9月20日 - 破産管財人と株式会社経営戦略合同事務所との間でフランチャイズ事業を譲渡を行う契約を締結し、同日付でフランチャイズ事業を株式会社経営戦略合同事務所の子会社である株式会社KSGフードマネジメントへ譲渡。株式会社ガーデンもフランチャイズ事業再建の支援を行うことが発表された[10][11]。
- 2016年（平成28年）10月3日 - 株式会社KSGフードマネジメント全株式を株式会社ガーデンへ譲渡。
- 2017年（平成29年）12月22日 - 株式会社海王コーポレーションの法人格消滅[2]。

## 店舗
回転寿司かいおう
- 2024年現在、「北陸富山回転寿司 PREMIUM海王 ダイバーシティ店」のみが営業継続している[2]。
- かつては岐阜県、愛知県、静岡県、埼玉県、群馬県、東京都、千葉県に展開していた。
  - 多くの店舗に、「お祭り広場」といったドリンクバー、ポップコーン、わたがしが楽しめるコーナーが設置されていた。
  - 一部店舗は「PREMIUM海王」として、値段設定やメニューが異なっていた。

四季旬菜すしうさぎ
- テイクアウト専門店。アピタ砺波店内のみだったが、閉店した。